# Grifón korthals

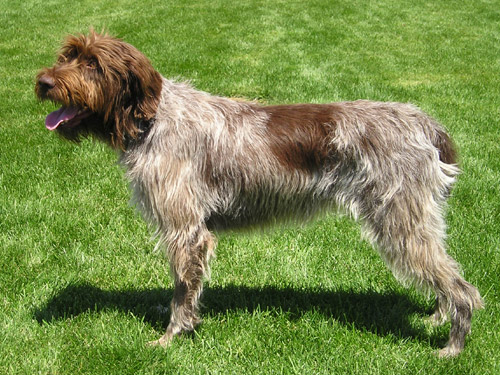
Grifón Korthals

El grifón korthals (francés: Griffon d'arrêt à poil dur Korthals; inglés: Wirehaired Pointing Griffon) es una raza de perro de caza.
Sus ancestros son holandeses, pero se muestra como una raza francesa, ya que fue en Francia donde se desarrolló. Esta raza es aún hoy relativamente rara en el continente americano, así como en Reino Unido, aunque se encuentra reconocida por sus respectivos Kennel Clubs, así como por la Federación Cinológica Internacional.